# Río Ovechka (Kubán, derecha)
El río Ovechka (en ruso: Ове́чка) es un río del raión Prikubanski de Karacháyevo-Cherkesia, Rusia, afluente por la orilla derecha del Kubán.
Tiene el código 0116439 del Catálogo nacional de los nombres geográficos.

## Curso
El río nace en las vertientes septentrionales del Gran Cáucaso, 1.5 km al norte de Lesnói, justo entre los nacimientos de los ríos Abazinka y Tamlik. Su curso discurre hacia al noroeste, dejando en sus orillas Jolodnorodnikovskoye, Svétloye, tras la que cruza el Gran Canal de Stávropol, Prigórodnoye, Cherkesk y Chapáyevskoye, donde desemboca en la orilla derecha del Kubán. 
Su principal afluente, por la orilla izquierda, es el río Topka.